# Ayça Aykaç
Ayça Aykaç, coniugata Altıntaş (Smirne, 27 febbraio 1996), è una pallavolista turca, libero del VakıfBank.

## Carriera

### Club
Ayça Aykaç inizia a giocare all'età di dieci anni con il Bursa BB, rimanendovi per tre stagioni dal 2006 al 2009. In seguito passa alle giovanili del VakıfBank GS, in seguito VakıfBank, dove gioca fino al 2015, facendo parallelamente anche la sua prima esperienza da professionista con l'İstanbul BB, con cui partecipa anche alla Voleybol 2. Ligi grazie a una doppia licenza durante la stagione 2014-15.
Torna esclusivamente in forza al VakıfBank nel campionato 2015-16, restandovi per quattro annate, nel corso delle quali si aggiudica tre scudetti, la Coppa di Turchia 2017-18, la Supercoppa turca 2017, due edizioni della Champions League e altrettante del campionato mondiale per club.
Per la stagione 2019-20 viene ceduta in prestito al neopromosso Yeşilyurt, facendo ritorno al VakıfBank nella stagione seguente, conquistando tre Coppe di Turchia, due Supercoppe turche e due scudetti, venendo premiata come miglior libero, oltre a un campionato mondiale per club e due Champions League.

### Nazionale
Fa parte delle selezioni turche giovanili, vincendo due medaglie di bronzo al campionato europeo under 18 2013 e al campionato europeo under 19 2014, seguite dall'oro al campionato mondiale under 23 2017.
Nel gennaio 2020 fa il suo esordio in nazionale maggiore in occasione delle qualificazioni europee ai Giochi della XXXII Olimpiade. Nel 2021 vince la medaglia di bronzo alla Volleyball Nations League e al campionato europeo. Nel 2023 conquista la medaglia d'oro alla Volleyball Nations League, al campionato europeo e alla Coppa del Mondo.

## Palmarès

### Club
- Campionato turco: 6

2015-16, 2017-18, 2018-19, 2020-21, 2021-22, 2024-25
- Coppa di Turchia: 4

2017-18, 2020-21, 2021-22, 2022-23
- Supercoppa turca: 3

2017, 2021, 2023
- Campionato mondiale per club: 3

2017, 2018, 2021
- Champions League: 4

2016-17, 2017-18, 2021-22, 2022-23

### Nazionale (competizioni minori)
- Campionato europeo under 18 2013
- Campionato europeo under 19 2014
- Campionato mondiale under 23 2017

### Premi individuali
- 2021 - Sultanlar Ligi: Miglior libero
- 2023 - Campionato mondiale per club: Miglior libero[19]